# Grand Staircase

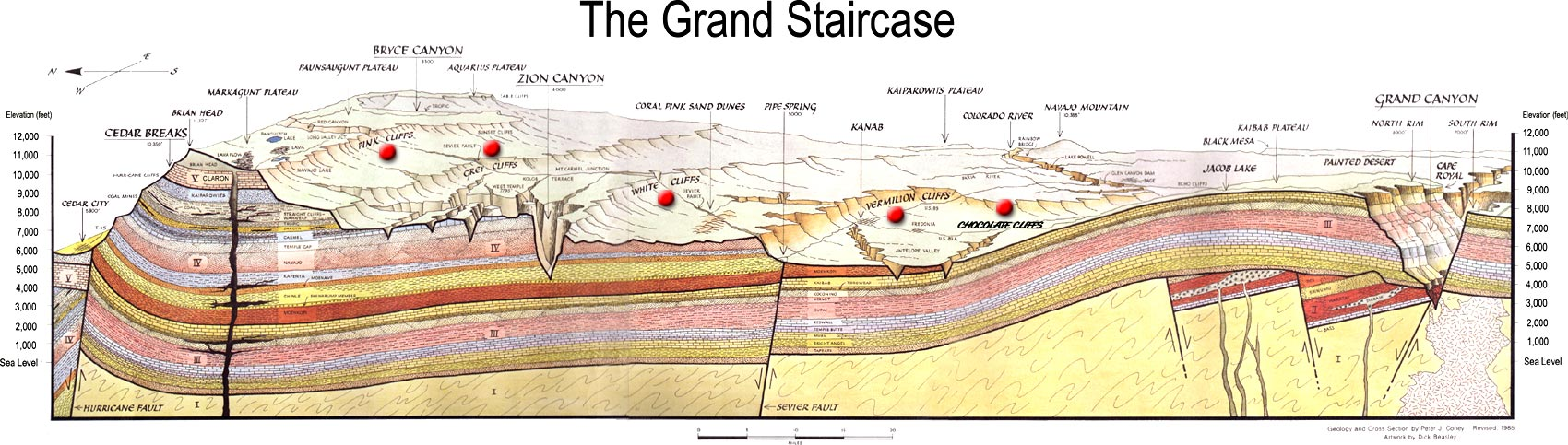
Rappresentazione della Grand Staircase con evidenziate le cinque scarpate, cliffs (pallini rossi)

La Grand Staircase, in italiano Grande scalinata, è un'enorme sequenza di strati sedimentari disposti a gradoni che risalgono come una scalinata dal Grand Canyon al Bryce Canyon attraversando il parco nazionale di Zion, nel SO degli Stati Uniti. La descrizione di questa regione come un'unica grande formazione geologica disposta a gradoni si deve al geologo Clarence Dutton, il quale individuò le cinque scarpate che costituiscono i gradoni della Grand Staircase. Ogni scarpata è denominata sulla base del colore delle rocce che la costituiscono. In ordine ascendente esse sono:
- le Chocolate Cliffs
- le Vermillion Cliffs
- le White Cliffs
- le Grey Cliffs
- le Pink Cliffs.

Successivamente i geologi hanno provveduto a dividere i gradini di Dutton in specifiche formazioni rocciose.

Quello che rende la Grand Staircase unica è che conserva molta più storia del nostro pianeta di qualunque altro posto, infatti gli strati di roccia sedimentaria sono rimasti intatti e sono in grado di raccontare la storia degli ultimi 600 milioni di anni.